# Rio Santiago (distrito)
Rio Santiago é um distrito peruano localizado na Condorcanqui, departamento Amazonas. Sua capital é a cidade de Puerto Galilea.

## Transporte
O distrito de Rio Santiago não é servido pelo sistema de estradas terrestres do Peru.